# Jeux d'Asie du Sud-Est de 1983
Navigation
Édition précédente Édition suivante
La douzième édition des Jeux d'Asie du Sud-Est s'est tenue du 28 mai au 6 juin 1983 à Singapour. C'est la première fois que la cité-état accueille cet événement.

## Pays participants
La compétition a réuni des athlètes provenant de huit nations. Brunei, alors sous protectorat britannique, l'Indonésie et les Philippines participent pour la quatrième fois. La Birmanie, la Malaisie, Singapour et la Thaïlande sont également représentés, comme à chaque édition des Jeux d'Asie du Sud-Est depuis leur création en 1959. Deux pays fondateurs de la Fédération des Jeux de l'Asie du Sud-Est péninsulaire sont absents en raison de problèmes politiques : le Laos et le Viêt Nam. Enfin, le Cambodge fait son retour sous le nom de la République populaire du Kampuchéa.
Le Cambodge est la seule nation à ne remporter aucune médaille. L'Indonésie termine en tête du tableau des médailles pour la 4e fois en quatre participations. Singapour, pays hôte, est 4e.
| Rang | Nation                            | Or | Argent | Bronze | Total |
| ---- | --------------------------------- | -- | ------ | ------ | ----- |
| 1.   | Indonésie                         | 64 | 67     | 54     | 185   |
| 2.   | Philippines                       | 49 | 48     | 53     | 150   |
| 3.   | Thaïlande                         | 49 | 40     | 38     | 127   |
| 4.   | Singapour                         | 38 | 38     | 58     | 134   |
| 5.   | Birmanie                          | 18 | 15     | 17     | 50    |
| 6.   | Malaisie                          | 16 | 25     | 40     | 81    |
| 7.   | Brunei                            | 0  | 0      | 5      | 5     |
| 8.   | République populaire du Kampuchéa | 0  | 0      | 0      | 0     |

## Sports représentés
18 sports sont représentés. Les changements par rapport à l'édition précédente sont l'absence du cyclisme, de la gymnastique et du softball, le retour du hockey sur gazon et de la voile et la première apparition de l'équitation.
- Athlétisme
- Badminton
- Basket-ball
- Bowling
- Boxe
- Équitation
- Football
- Haltérophilie
- Hockey sur gazon
- Judo
- Natation
- Sepak takraw
- Tennis
- Tennis de table
- Tir
- Tir à l'arc
- Voile
- Volley-ball